# محفوظ ولد الوالد
محفوظ ولد الوالد أو أبو حفص الموريتاني، باحث إسلامي موريتاني وشاعر ارتبط سابقًا بتنظيم القاعدة. كان من قدامى المحاربين في الحرب السوفيتية في أفغانستان، وأدار مدرسة دينية تسمى «معهد الدراسات الإسلامية» في قندهار بأفغانستان منذ أواخر التسعينات حتى الغزو الأمريكي لأفغانستان في عام 2001. وكان عضوًا في مجلس شورى القاعدة وكان رئيس مجلس الشريعة.
عارض هجمات 11 سبتمبر قبل شهرين من تنفيذها، وفقًا لتصريحات خالد شيخ محمد. خرج من أفغانستان إلى إيران بعد الغزو الأمريكي ووُضع هناك تحت الإقامة الجبرية منذ 2003 حتى أبريل 2012. ثم سلّمته إيران إلى موريتانيا، حيث احتجز في سجون موريتانيا حتى أطلق سراحه في 7 يوليو 2012. وأفرج عنه مقابل أن يعلن تبرؤه من تنظيم القاعدة وأن يدين هجمات 11 سبتمبر.

## وصلات خارجية
- "Former Top Al-Qaeda Figure Abu Hafs Al-Mauritani: Al-Qaeda Members Can Be Deradicalized Through Dialogue". Middle East Media Research Institute. 15 ديسمبر 2013. مؤرشف من الأصل في 2016-03-03. اطلع عليه بتاريخ 2014-08-14. Video
- "Former Al-Qaeda leader interviewed on group's affairs, September attacks". Biyokulule Online. Al-Jazeera TV, Doha, in Arabic. 18 أكتوبر 2012. مؤرشف من الأصل في 2019-01-08.